# Tunneleinsturz von Wallers Ash
Bei dem Tunneleinsturz von Wallers Ash stürzte am 2. April 1842 ein Abschnitt des Eisenbahntunnels bei Wallers Ash, Hampshire, Großbritannien, ein. Vier Menschen starben. Dies ist einer der frühesten Tunnelunfälle in der Geschichte der Eisenbahn.

## Geografische Lage
Der Tunnel von Wallers Ash liegt bei dem Dorf South Wonston vor den Toren von Winchester im Zuge der Bahnstrecke vom damaligen Bahnhof London–Nine Elms nach Southampton.

## Ausgangslage
Der 458 Meter lange Wallers’ Ash Tunnel ist Teil der Eisenbahninfrastruktur auf dieser 1840 von der London and South Western Railway eröffneten Strecke. Er war durch Kalkstein hindurchgetrieben und anschließend mit Ziegeln ausgemauert worden. Nach Fertigstellung des Tunnels, aber noch vor Eröffnung des betreffenden Streckenabschnitts war ein Teil des Tunnelgewölbes eingestürzt und große Mengen von Gestein nachgerutscht. Dabei bildete sich ein Hohlraum neben und über dem Tunnel. Der Hohlraum wurde neben dem Tunnel verfüllt, über dem Tunnel aber belassen. Hier wurde lediglich das Gewölbe wieder hergestellt. Zu dem so entstandenen Hohlraum bestand ein Zugangsschacht.
Durch fortschreitende Erosion fielen immer wieder Felsteile aus der Decke des Hohlraums auf das Gewölbe. Dies führte zu Schäden am Gewölbe, die bei einer Inspektion am 28. März 1842 festgestellt wurden.

## Unfallhergang
Der Chef-Ingenieur der Bahngesellschaft ordnete daraufhin an, dass Arbeiter durch den Schacht in den Hohlraum einsteigen und das lose Gestein, das auf dem Gewölbe lag, herausholen sollten, um es zu entlasten. Im Verlauf dieser Arbeiten stürzte das Gewölbe ein.

## Folgen
Vier Bauarbeiter starben, eine unbekannte Zahl wurde darüber hinaus verletzt.